# Appoggiatura

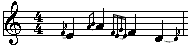
Een voorbeeld van Appoggiatura

Onder appoggiatura of appogiatuur wordt in de barokmuziek verstaan: een lange voorslag, klein genoteerd, die op de tel van de erop volgende hoofdnoot begint en van diens waarde wordt afgetrokken (abstraherende voorslag).